# 얼 블루머나워
얼 블루머나워(영어: Earl Blumenauer, 1948년 8월 16일 ~ )는 미국 민주당 소속의 정치인이다. 오리건주 하원의원에 속해있다.

## 역대 선거 결과
| 선거명        | 직책명                      | 대수  | 정당   | 득표율 | 득표수    | 결과 | 당락                   |
| ------------- | --------------------------- | ----- | ------ | ------ | --------- | ---- | ---------------------- |
| 1972년 선거   | 상원의원 (오리건 제11부)    | 57대  | 민주당 | 65.98% | 8,969표   | 1위  | 오리건 주의원 당선     |
| 1986년 선거   | 시의원 (포틀랜드 제2선거구) | 51대  | 무소속 | 98.90% | 112,143표 | 1위  | 포틀랜드 시의원 당선   |
| 1990년 선거   | 시의원 (포틀랜드 제2선거구) | 52대  | 무소속 | 97.11% | 111,126표 | 1위  | 포틀랜드 시의원 당선   |
| 1994년 선거   | 시의원 (포틀랜드 제2선거구) | 53대  | 무소속 | 98.08% | 127,234표 | 1위  | 포틀랜드 시의원 당선   |
| 1996년 재선거 | 하원의원 (오리건 제3선거구) | 104대 | 민주당 | 68.39% | 73,656표  | 1위  | 오리건주 하원의원 당선 |
| 1996년 선거   | 하원의원 (오리건 제3선거구) | 105대 | 민주당 | 66.93% | 165,922표 | 1위  | 오리건주 하원의원 당선 |
| 1998년 선거   | 하원의원 (오리건 제3선거구) | 106대 | 민주당 | 83.93% | 153,889표 | 1위  | 오리건주 하원의원 당선 |
| 2000년 선거   | 하원의원 (오리건 제3선거구) | 107대 | 민주당 | 66.77% | 181,049표 | 1위  | 오리건주 하원의원 당선 |
| 2002년 선거   | 하원의원 (오리건 제3선거구) | 108대 | 민주당 | 66.75% | 156,851표 | 1위  | 오리건주 하원의원 당선 |
| 2004년 선거   | 하원의원 (오리건 제3선거구) | 109대 | 민주당 | 71.09% | 245,559표 | 1위  | 오리건주 하원의원 당선 |
| 2006년 선거   | 하원의원 (오리건 제3선거구) | 110대 | 민주당 | 73.49% | 186,380표 | 1위  | 오리건주 하원의원 당선 |
| 2008년 선거   | 하원의원 (오리건 제3선거구) | 111대 | 민주당 | 74.54% | 254,235표 | 1위  | 오리건주 하원의원 당선 |
| 2010년 선거   | 하원의원 (오리건 제3선거구) | 112대 | 민주당 | 70.02% | 193,104표 | 1위  | 오리건주 하원의원 당선 |
| 2012년 선거   | 하원의원 (오리건 제3선거구) | 113대 | 민주당 | 74.46% | 264,979표 | 1위  | 오리건주 하원의원 당선 |
| 2014년 선거   | 하원의원 (오리건 제3선거구) | 114대 | 민주당 | 72.33% | 211,748표 | 1위  | 오리건주 하원의원 당선 |
| 2016년 선거   | 하원의원 (오리건 제3선거구) | 115대 | 민주당 | 71.84% | 274,687표 | 1위  | 오리건주 하원의원 당선 |
| 2018년 선거   | 하원의원 (오리건 제3선거구) | 116대 | 민주당 | 72.60% | 279,019표 | 1위  | 오리건주 하원의원 당선 |
| 2020년 선거   | 하원의원 (오리건 제3선거구) | 117대 | 민주당 | 73.02% | 343,574표 | 1위  | 오리건주 하원의원 당선 |
| 2022년 선거   | 하원의원 (오리건 제3선거구) | 118대 | 민주당 | 69.93% | 212,119표 | 1위  | 오리건주 하원의원 당선 |

## 참고 자료
- 위키미디어 공용에 얼 블루머나워 관련 미디어 분류가 있습니다.